# 里安库尔莱巴波姆
里安库尔莱巴波姆（法語：Riencourt-lès-Bapaume，法語發音：[ʁjɛ̃kuʁ lɛ bapom]，意为“巴波姆附近的里安库尔”）是法国上法蘭西大區加来海峡省的一个市镇，属于阿拉斯区。

## 地理
里安库尔莱巴波姆（50°5'18"N, 2°52'54"E）面积3.41 平方千米，位于法国上法蘭西大區加来海峡省，该省份为法国北部沿海省份，西北濒北海，南至索姆省，东临北部省。
与里安库尔莱巴波姆接壤的市镇（或旧市镇、城区）包括：邦库尔、巴波姆、博朗库尔、维莱欧弗洛。

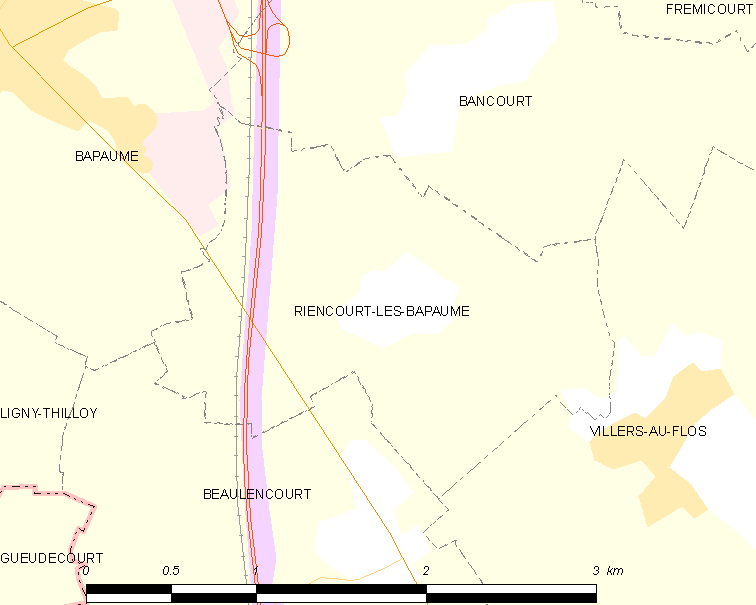
里安库尔莱巴波姆的OSM定位图

里安库尔莱巴波姆的时区为UTC+01:00、UTC+02:00（夏令时）。

## 行政
里安库尔莱巴波姆的邮政编码为62450，INSEE市镇编码为62708。

## 政治
里安库尔莱巴波姆所属的省级选区为巴波姆县。

## 人口

1962-2008年间里安库尔莱巴波姆人口变化图示

里安库尔莱巴波姆于2022年1月1日时的人口数量为32人。